# Mitul lui Osiris

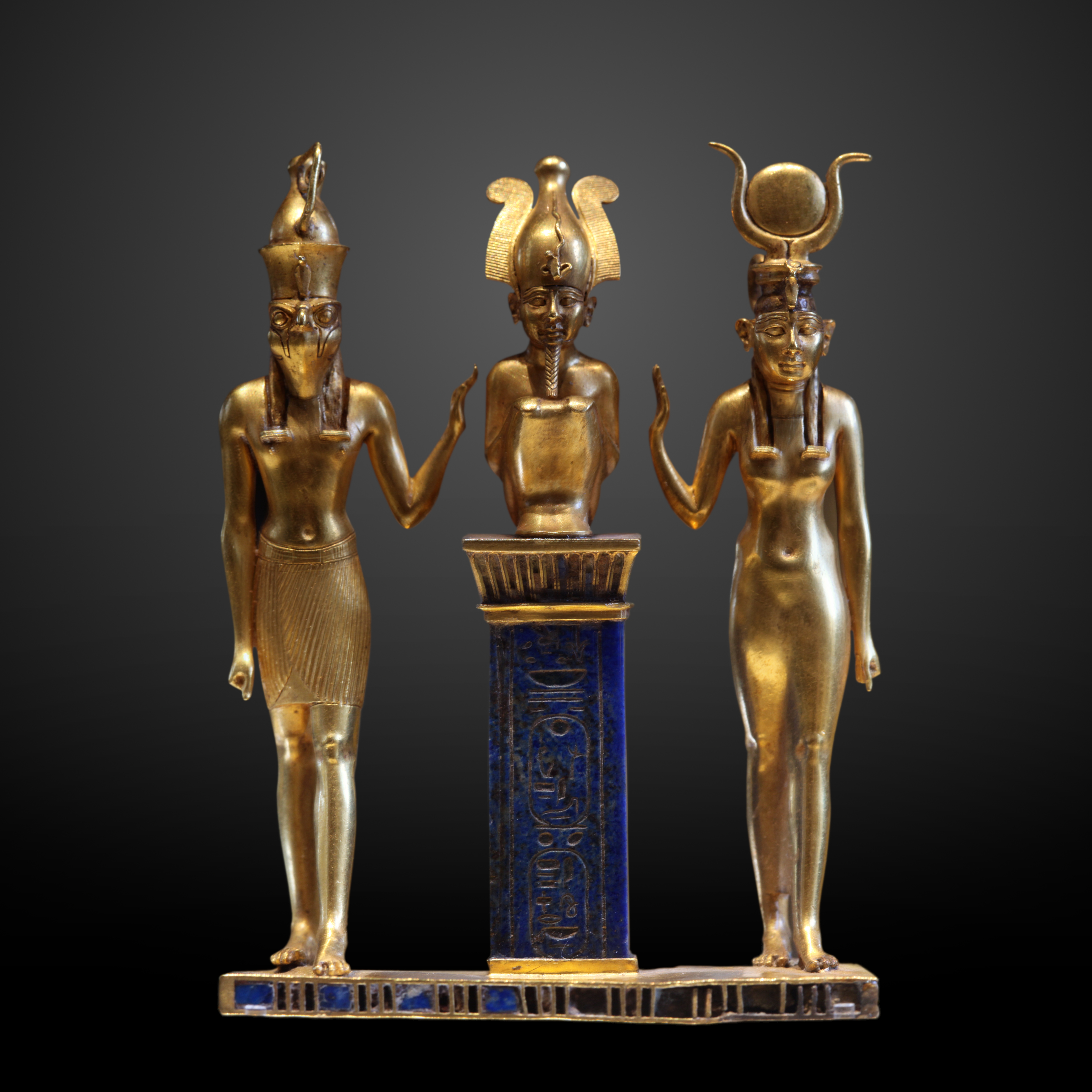
Familia lui Osiris
(874-850 î.Hr.)</br>

Legenda lui Isis și Osiris, cu privire la zeitățile Osiris, Isis, Horus și Seth, din mitologia egipteană a devenit una dintre cele mai importante legende ale mitologiei egiptene în timpul Noului Regat. Inițial, a apărut în timpul Regatului Mijlociu ca rezultat al sincretismului sistemelor Ogdoad și Ennead.
În timpuri mai vechi după cum spune legenda, Osiris domnea încă pe Pământ, spre prosperitatea omenirii. Atunci, fratele Typhon sau Seth, gelos, l-a omorât pe Osiris, păcălindu-l să se culce într-o ladă pe care a închis-o și i-a dat drumul pe mare. Isis, sora și soția lui Osiris, și-a căutat fratele și soțul și după ce l-a găsit l-a adus în Egipt. Typhon a încercat din nou să-l omoare pe Osiris și l-a tăiat în bucăti. Isis a adunat fragmentele și le-a îngropat în locuri diferite. În prezent, în Egipt, există diferite pretinse morminte ale lui Osiris. Apoi, Isis l-a născut pe Horus și acesta și-a răzbunat tatăl, omorându-l pe Typhon. Osiris a fost preluat în lumea ființelor divin-spirituale și nu mai este activ pe Pământ, dar el este activ acolo pentru om, când acesta se află în lumea spirituală între moarte și o nouă naștere. Din această cauză, în Egipt, drumul mortului era închipuit ca drumul către Osiris.
Impresionanta iubire conjugală a acestei zeițe pentru Osiris, iubire plină de semnificații cultice, constituia un exemplu la care mereu s-au făcut referiri în Antichitate. Trupul soțului, ucis de către vicleanul său frate, Seth (întruchiparea Răului), a fost spintecat în mai multe bucăți și aruncat prin toată țara Egiptului. Nefericita văduvă, plângându-și amarnic suferința cumplită, ajutată de cei șapte scorpioni, după îndelungate căutări disperate, găsește cadavrul mutilat al lui Osiris, îl reconstituie (deci, efectuează ritualul sacru al îmbălsămării), dăruindu-i din nou suflul vieții veșnice, prin bătaia aripilor (în arta veche faraonică Isis apare, deseori, sub înfățișarea unui personaj feminin cu aripi larg deschise, așezat deasupra unei mumii).